# Vrenska Gorca
Vrenska Gorca je naselje u slovenskoj Općini Kozju. Vrenska Gorca se nalazi u pokrajini Štajerskoj i statističkoj regiji Savinjskoj. 

## Stanovništvo
Prema popisu stanovništva iz 2002. godine naselje je imalo 175 stanovnika.